# Ahwahnee Estates
Ahwahnee Estates es un área no incorporada ubicada en el condado de Madera en el estado estadounidense de California.